# Сосновка (Урмандеевское сельское поселение)
 Сосновка  — поселок в Аксубаевском районе Татарстана. Входит в состав Урмандеевского сельского поселения.

## География
Находится в южной части Татарстана на расстоянии приблизительно 18 км на север по прямой от районного центра поселка Аксубаево.

## История
Основан в 1929 году.

## Население
Постоянных жителей было: в 1938 — 81, в 1949 — 98, в 1958 — 59, в 1970 — 84, в 1979 — 84, в 1989 — 46, в 2002 году 47 (чуваши 98 %), в 2010 году 37.